# 스티븐 블랙하트
스티븐 블랙하트(Stephen Blackehart, 1967년 12월 1일 ~ )는 미국의 배우이다.

## 작품 목록
- 드래곤 파이터 P-51
- 더 벨코 익스페리먼트 - 로버트 히크랜드 역
- 가디언즈 오브 갤럭시 VOL. 2 - 브랄 역
- 애나벨 집으로 - 토마스 역